# Paratanais tenuis
Paratanais tenuis är en kräftdjursart som beskrevs av Thomson 1880. Paratanais tenuis ingår i släktet Paratanais och familjen Paratanaidae. Inga underarter finns listade i Catalogue of Life.